# Recep Keskin
Recep Keskin (* 1. Januar 1949 in Dervişli, Türkei) ist ein Bauunternehmer mit deutscher und türkischer Staatsbürgerschaft und Professor an der Hochschule Anhalt in Dessau im Fachbereich Architektur und Bauingenieurwesen.

## Leben und Wirken

### Herkunft und Ausbildung
Keskin wurde in einem Dorf in Westanatolien geboren. Sein genauer Geburtstag ist nicht bekannt, da seine Familie damals noch ohne Kalender lebte. Der Geburtstag wurde im Nachhinein von Beamten auf den 1. Januar festgelegt. Nach seiner Schulzeit besuchte Keskin eine Hotelfachschule in Ankara und gewann nach seinem Abschluss ein zweijähriges Ausbildungsstipendium als Hotelfachschüler in Deutschland. Er absolvierte seine weitere Ausbildung in einem Luxushotel am Bodensee. Er holte anschließend in Abendkursen das Abitur nach und schloss danach ein Fachhochschulstudium als Diplom-Bauingenieur ab.

### Berufliche Laufbahn
1989 wurde Keskin Geschäftsführer der Beton Elemente Rhein Ruhr GmbH und übernahm diese 2001, gemeinsam mit seinem Sohn Timur Keskin, als Gesellschafter. 2014 trat Keskin die Geschäftsführung ab und verkaufte seine Anteile an die Mark Beton Elemente AG, die ab diesem Zeitpunkt als Mehrheitsgesellschafter fungierte.
Über den von ihm gegründeten Wirtschaftsverband ATIAD rief Keskin einen mit 50.000 Euro dotierten Bildungsförderpreis aus.
Medien bezeichneten den Bauingenieur häufig als „Betonkönig“. Seinem Heimatdorf in der Türkei stiftete Keskin eine Schule und ein Straßenbauprogramm.

### Persönliches
Keskin ist verheiratet und hat vier Kinder.

## Weitere Engagements und Mitgliedschaften
- Mitbegründer und Vorsitzender des Verbands türkischer Unternehmer und Industrieller in Europa e. V. (ATIAD)[4]
- Mitbegründer des Rates der Türkeistämmigen Staatsbürger in Deutschland[4]

## Ehrungen
- 1995: Verleihung des Ehrentitels Bürger des Ruhrgebiets[6]
- 2013: Verdienstkreuz am Bande der Bundesrepublik Deutschland (für jahrelanges ehrenamtliches Engagement im Bereich Integration)[4]